# Provinzversammlung von Khyber Pakhtunkhwa
Die Provinzversammlung von Khyber Pakhtunkhwa (Urdu خیبر پختونخوا صوبائی اسمبلی, englisch Provincial Assembly of Khyber Pakhtunkhwa) ist das Einkammer-Parlament in der pakistanischen Provinz Khyber Pakhtunkhwa. 
Der Sitz der Provinzversammlung ist in Peschawar. 
Die Versammlung umfasst 124 Mitglieder. Davon sind 22 für Frauen und drei für religiöse Minderheiten reserviert.

## Wahlen 2002
Bei den Wahlen 2002 errang die Muttahida Madschlis-e-Amal 53 Sitze, die Awami-Nationalpartei (ANP) 15 Sitze und die Pakistanische Volkspartei (PPP) 10 Sitze.

## Wahlen 2008
Bei den Wahlen 2008 gingen die Awami-Nationalpartei und Pakistanische Volkspartei als Sieger auf Kosten der konservativen Muttahida Majlis-e-Amal hervor.

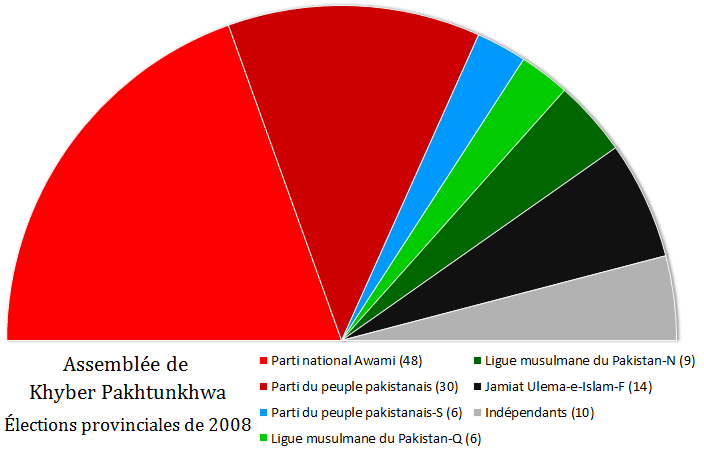
Zusammensetzung der Provinzversammlung Khyber Pakhtunkhwas ab 2008

| Partei                              | Sitze |
| ----------------------------------- | ----- |
| Awami-Nationalpartei                | 048   |
| Pakistanische Volkspartei (PPP)     | 030   |
| Muttahida Madschlis-e-Amal          | 015   |
| Muslimliga Pakistans (N)            | 009   |
| Muslimliga Pakistans (Q)            | 006   |
| Pakistanische Volkspartei (Sherpao) | 006   |
| Unabhängige                         | 010   |
| Gesamt                              | 124   |
| Quelle:                             |       |

## Wahlen 2013

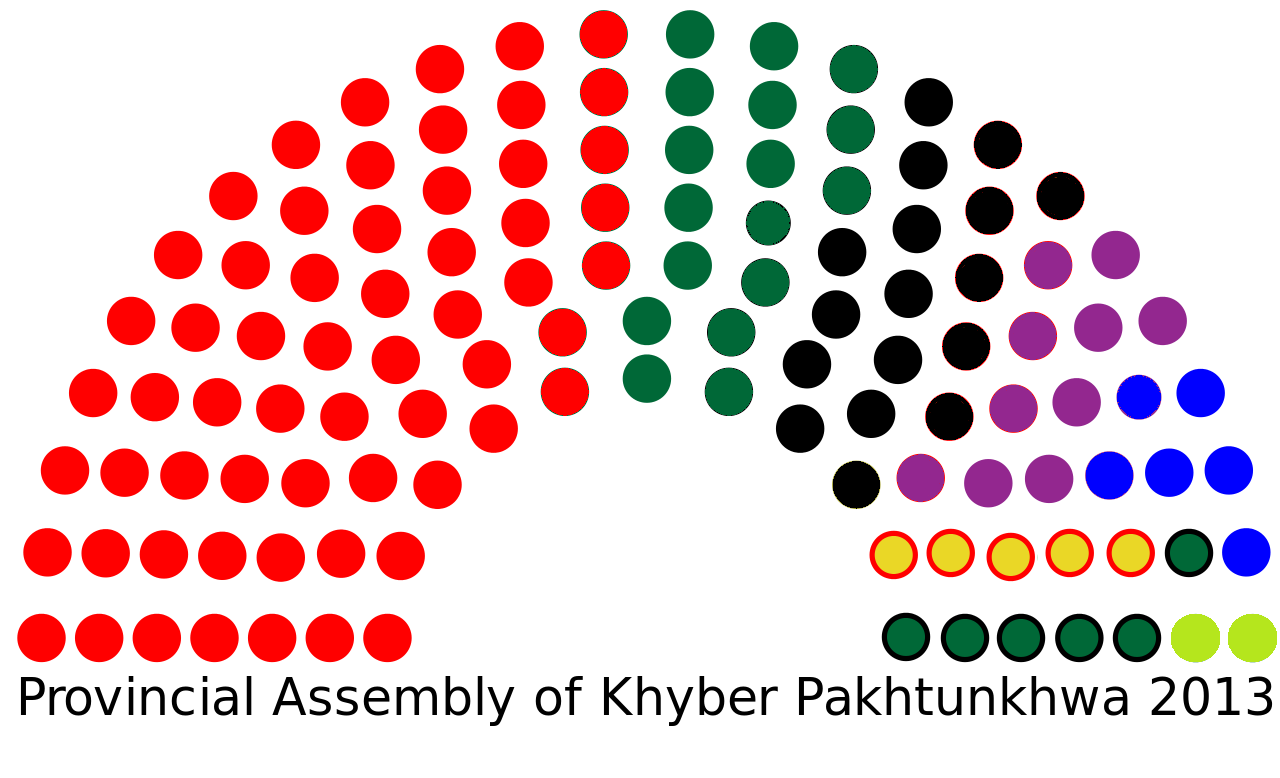
Zusammensetzung der Provinzversammlung von Khyber Pakhtunkhwa ab 2013

Bei den Provinzialwahlen 2013 ging die Pakistan Tehreek-e-Insaf als Wahlsieger hervor. Das ist ein krasser Gegensatz zur letzten Wahl, da hier die letzten Wahlsieger auf den untersten Plätzen aufzufinden waren.
| Partei                    | Sitze | Reservierte | Gesamt |
| ------------------------- | ----- | ----------- | ------ |
| Pakistan Tehreek-e-Insaf  | 51    | 12          | 63     |
| Jamiat Ulema-e-Islam (F)  | 12    | 4           | 16     |
| Muslimliga Pakistans (N)  | 12    | 4           | 16     |
| Qaumi Watan Party         | 8     | 2           | 10     |
| Jamaat-e-Islami           | 7     | 1           | 8      |
| Awami-Nationalpartei      | 4     | 1           | 5      |
| Pakistanische Volkspartei | 5     | 1           | 6      |
| Gesamt                    | 99    | 25          | 124    |